# Палац Кузнєцова
Палац Кузнєцова (будинок, у якому працювали О. М. Горький та Ф. І. Шаляпін) — класичний російський маєток, побудований чайним магнатом Олексієм Кузнєцовим у Форосі. Зараз у палаці Кузнєцова розташовані бібліотека і конференц-зал санаторію «Форос». Пам'ятка архітектури національного значення з 1979 року.

## Історія

### Фороський парк

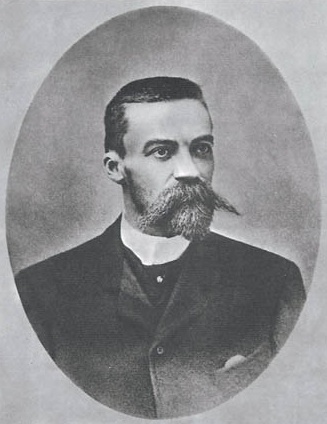
Олександр Григорович Кузнєцов

Історія палацу починається в 1862-му році, коли відомий «чайний та порцеляновий король» Олександр Кузнєцов придбав ділянку у Форосі, аби оселитися у містечку зі своєю дружиною. Олександр Григорович був онуком А. Губкіна, який володів плантаціями чаю в Індії і на Цейлоні.
Парк позначений на картах ще з 1834 року. Кузнєцов вирішив його перепланувати. У 1889 році в Фороському парку був побудований затишний двоповерховий палац у стилі російського класицизму. Проект був створений відомим у той час архітектором Білліангом.

### Будівництво палацу
Інтер'єр палацу прикрашають мармурові сходи, паркет роботи італійських майстрів, каміни з каррарського мармуру. Палац оточує широка тераса, з якої відкривається чудовий вид на парк, узбережжя, гори і море.
Садиба Кузнєцова була не тільки затишним місцем для проживання та відпочинку, активно розвивалася господарська діяльність власника. Виноградник площею 30 га Кузнєцов заклав для виробництва вина, що імпортувалося за кордон. Величезні винні погреби існують дотепер, але функціонують не за призначенням.
На території садиби розташовані ще два двоповерхових будинки, в яких раніше були кімнати для гостей, керуючого маєтком і підсобні приміщення.

### Після Кузнєцових
Після смерті Олександра Кузнєцова у 1895 році садибу успадкував промисловець К. К. Ушаков і його син Г. К. Ушков. Вони продовжували благоустрій маєтку і парку. Г. К. Ушаков особисто їздив за рослинами в Америку та Африку, побудував басейни і систему водопостачання парку, розбив величезний розарій.
Ушаков прагнув впровадити в маєтку останні досягнення техніки і зробити з Форосу фешенебельний курорт — побудував казино, кегельбани, тенісні корти і навіть іподром зі стайнями. Планував він і споруду електричної залізниці з Севастополя до Ялти зі станцією Форос. Однак, проектування зупинила Жовтнева революція.
У будинку в 1916 році письменник Олексій Горький і співак Федір Шаляпін шість тижнів працювали над автобіографічною книгою про Шаляпіна «Сторінки з мого життя». За радянських часів маєток став санаторієм Управління справами ЦК КПРС для номенклатурної еліти. У палаці зараз розміщена бібліотека і конференц-зал санаторію «Форос». Екскурсії проводяться за домовленістю. Реставрація почалася у 2013 році.

## Картинна галерея
Інтер'єр палацу прикрашають 15 великих пейзажних полотен на другому поверсі. Картини були написані художником Юлієм Клєвером і приклеєні до сирої штукатурки у спеціальних нішах. Зняти ці панно, не пошкодивши, неможливо, це і допомогло картинам зберегтися. На них зображені краєвиди Росії, адже Олександр Григорович хворів і перебував майже весь час у Криму. Зібрання оцінюється у $3 млн.

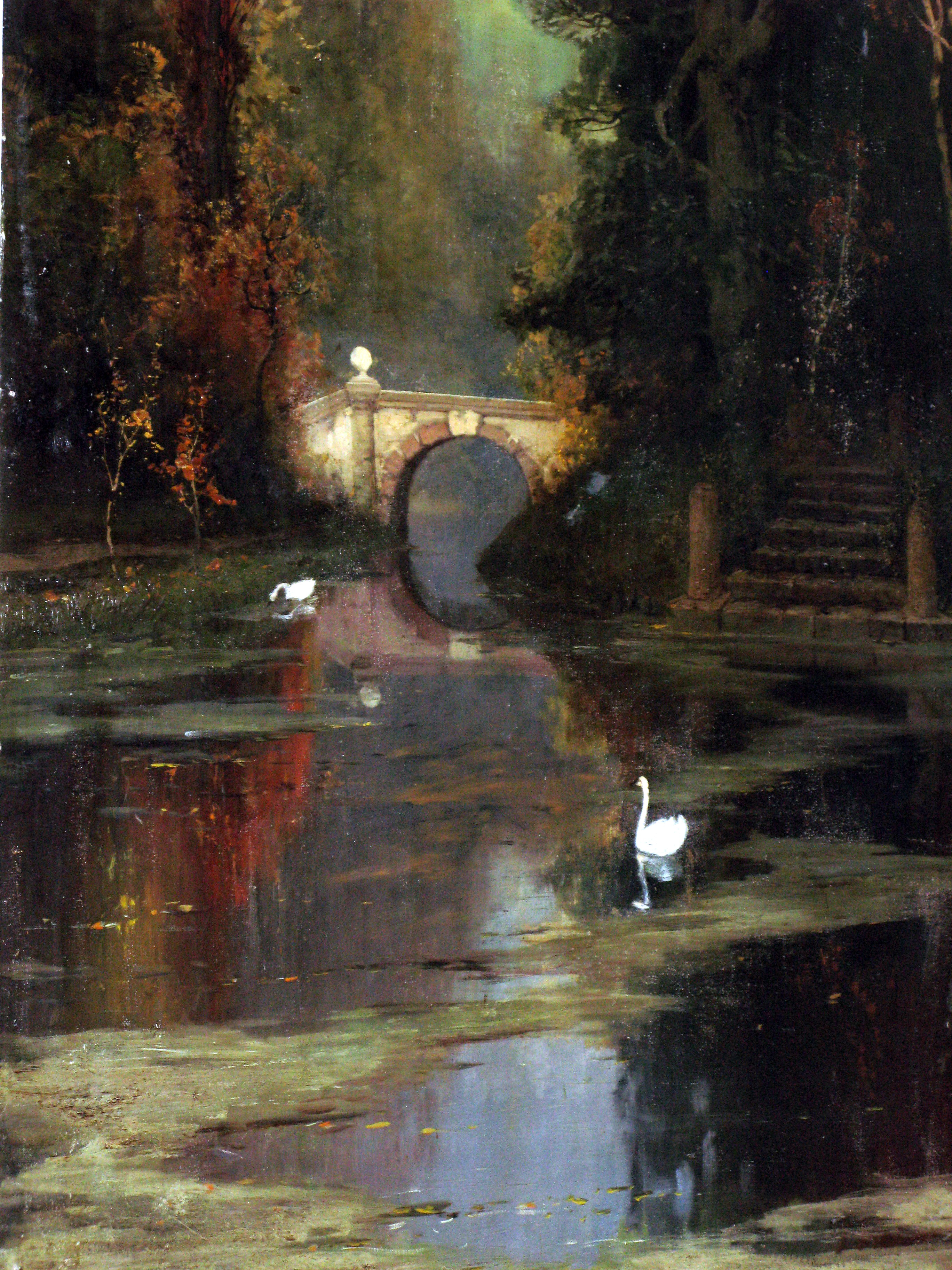
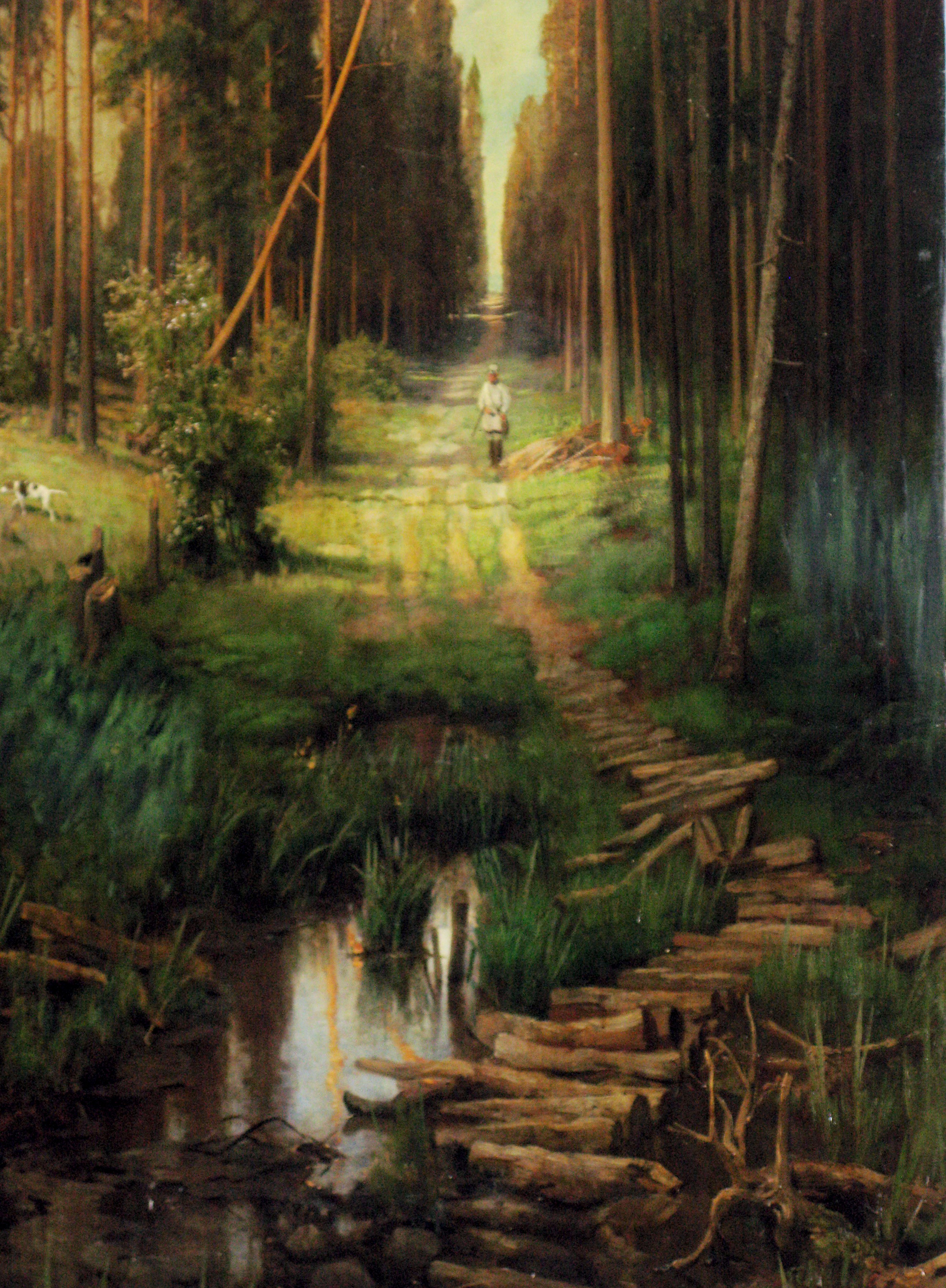
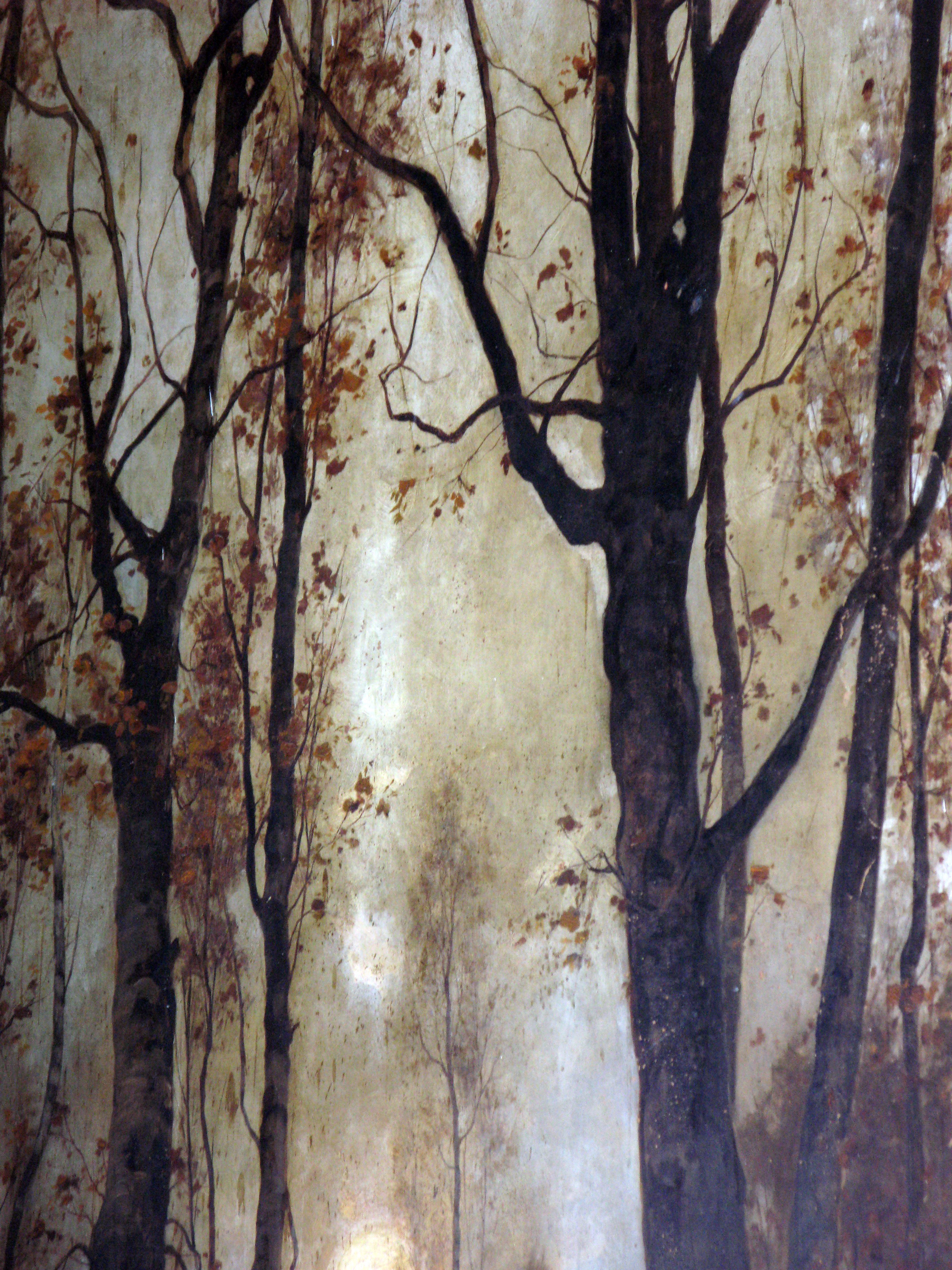
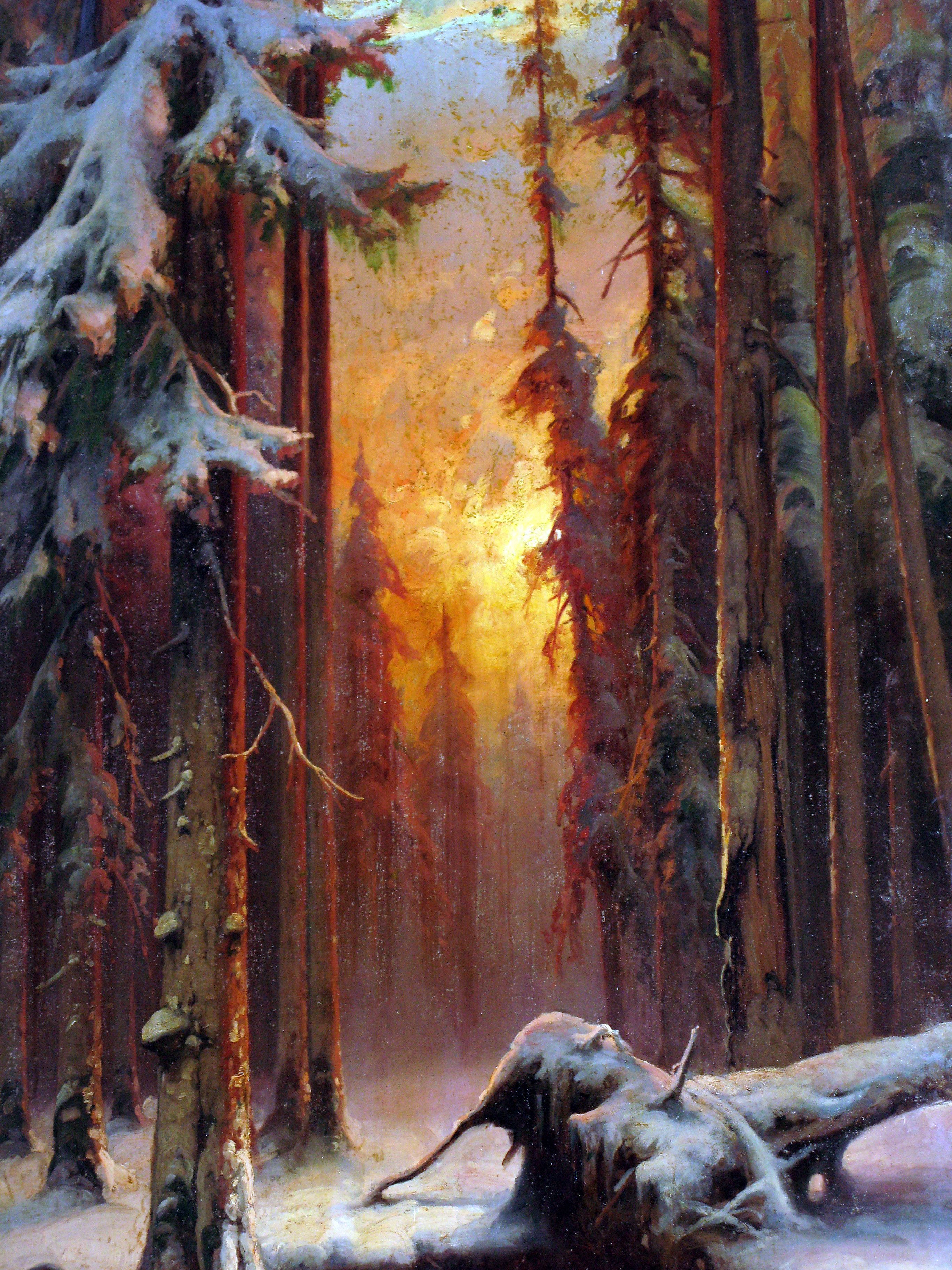
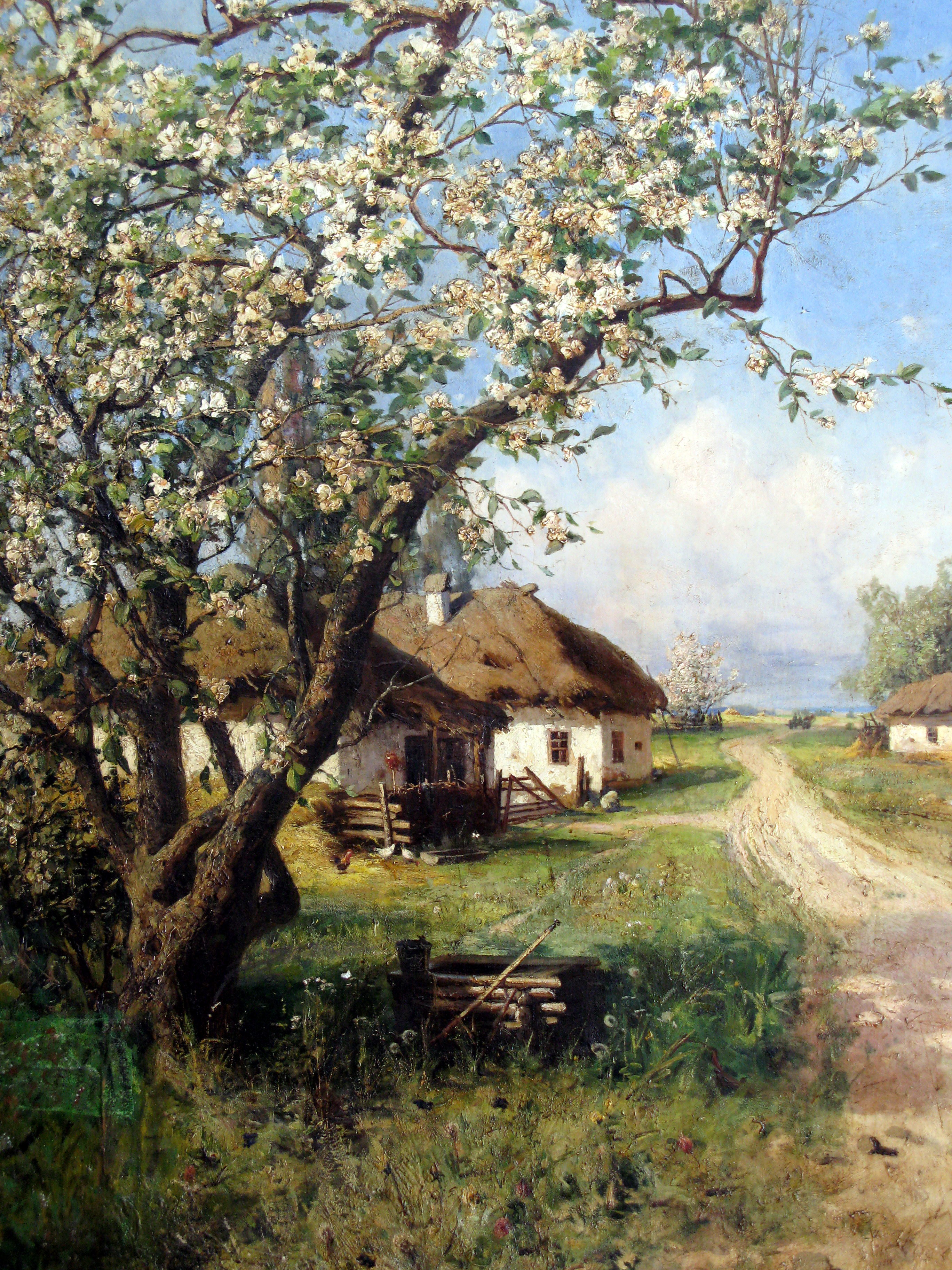
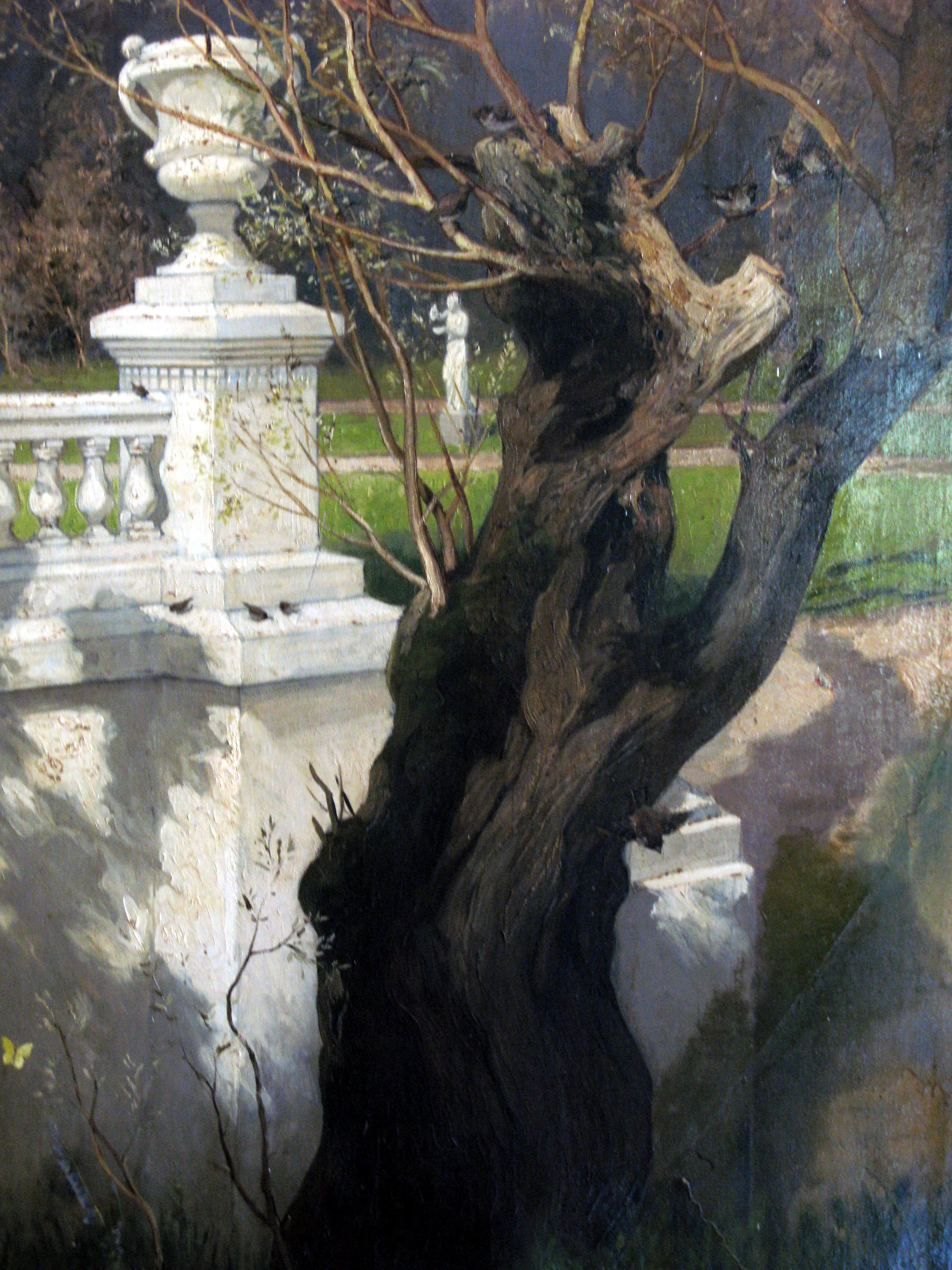
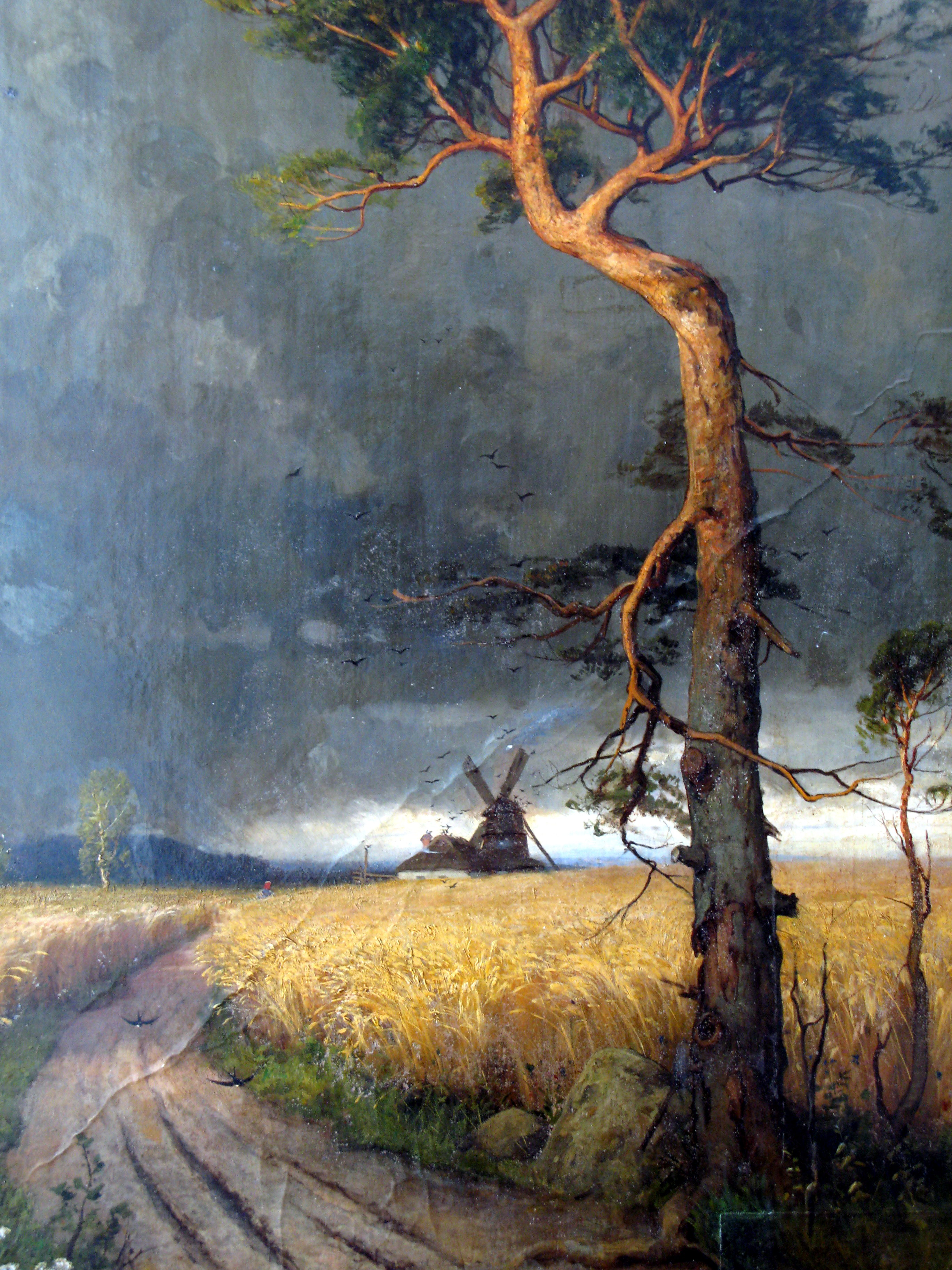
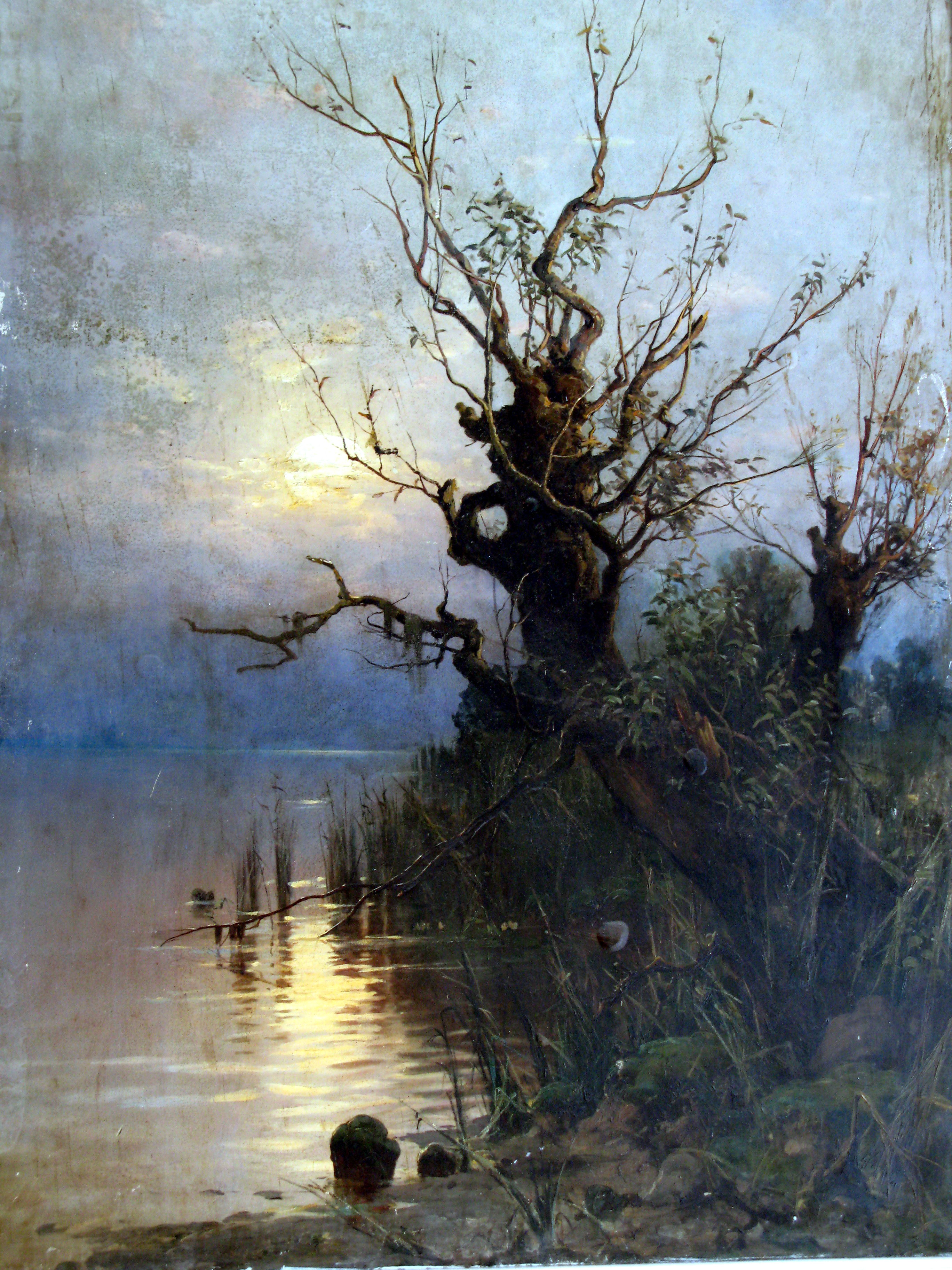
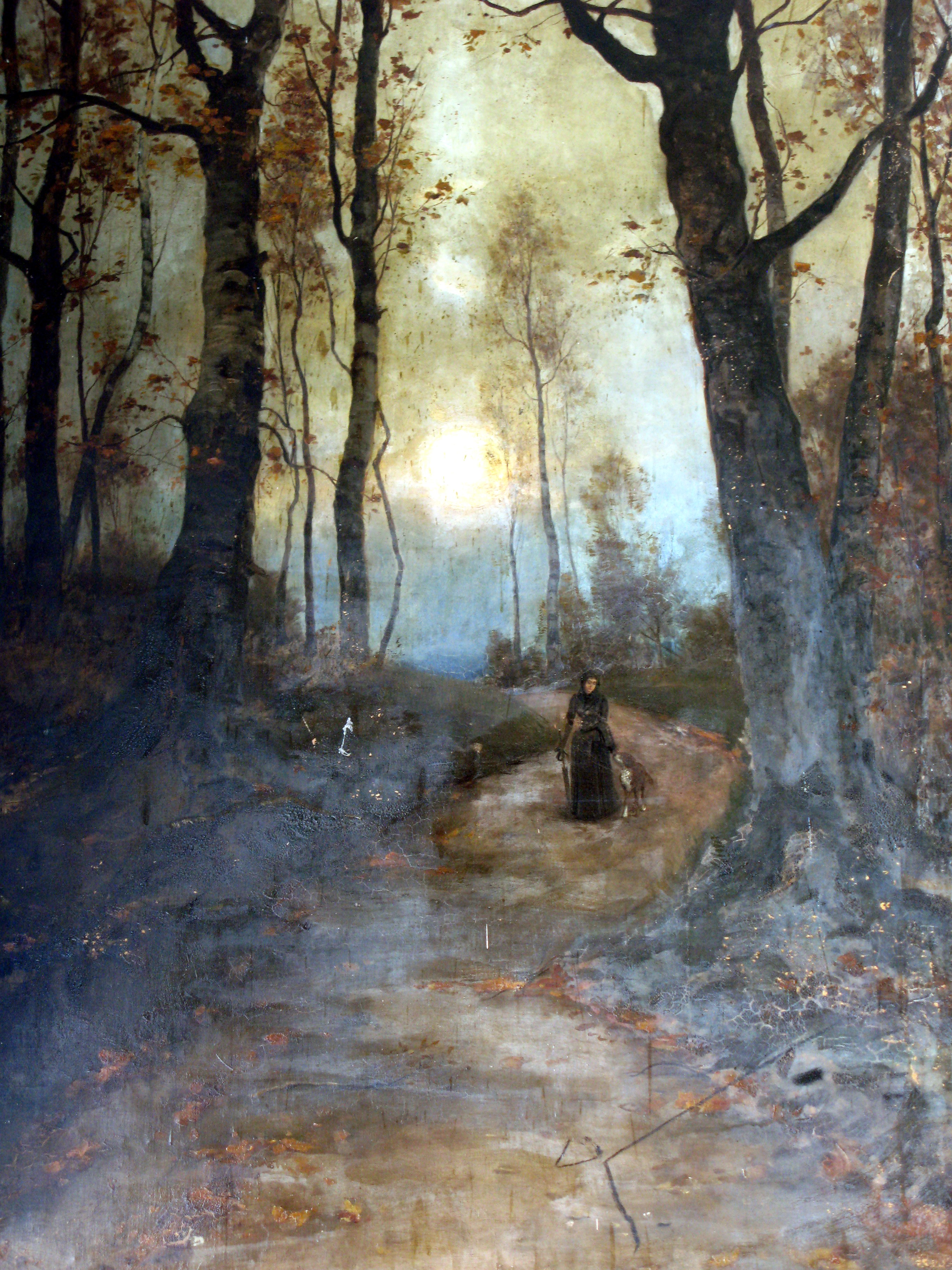
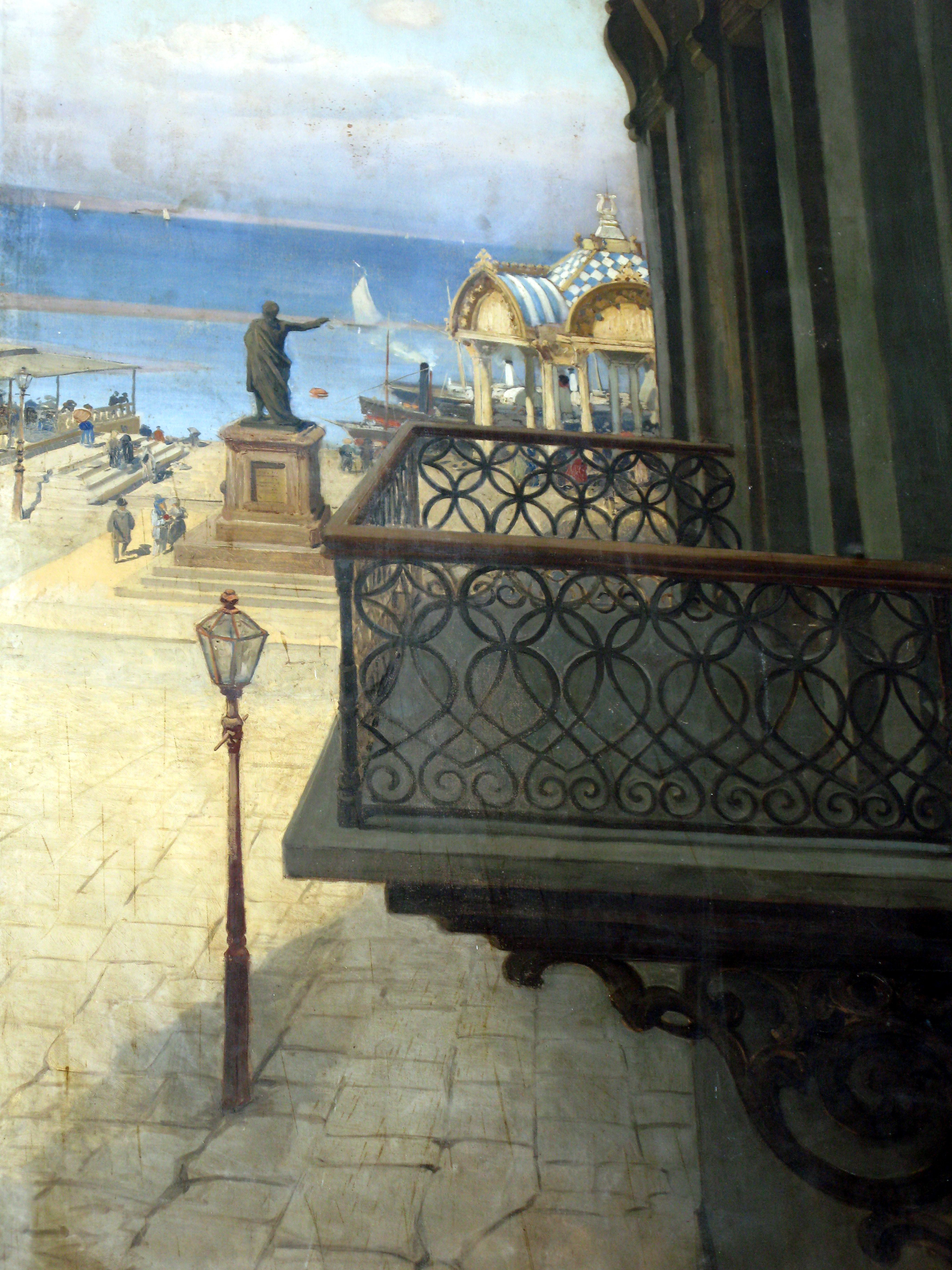